# Vrutci (Užice)
Pour les articles homonymes, voir Vrutci.
Vrutci (en serbe cyrillique : Врутци) est un village de Serbie situé sur le territoire de la ville d'Užice, district de Zlatibor. Au recensement de 2011, il comptait 139 habitants.
Vrutci est situé sur les bords de la Đetinja, un affluent de la Zapadna Morava.  Au niveau de ce village, un barrage a été construit sur la rivière en 1986, créant le lac artificiel de Vrutci. Ce réservoir avait comme objectif de régler les problèmes d'alimentation en eau de la ville d'Užice.

## Démographie
| 1948 | 1953 | 1961 | 1971 | 1981 | 1991 | 2002 | 2011 |
| ---- | ---- | ---- | ---- | ---- | ---- | ---- | ---- |
| 724  | 766  | 746  | 676  | 513  | 318  | 222  | 139  |

|  |